# 나노시스템
나노시스템(Nanosystem Co. Ltd.)은 반도체 패키지 기판용 3D측정기 대한민국의 기업으로 미세형상 측정과 검사에 대한 솔루션을 제공한다.

3차원 미세 형상을 측정하고 검사하는 비접촉 3차원 표면 형상 측정기를 전문적으로 개발 제작하고 있다
2023년에 사모투자펀드에서 170억원 규모의 프리IPO 투자를 유치했다.

삼정KPMG를 주관사로 선정하고 투자 유치 작업에 착수했다

## 상장
NH투자증권을 주관사로 상장 준비중이다.

## 참고문헌
1. ↑  창업보육기업 제2부문 최우수상, 비접촉 측정…활용분야 많아, 매일경제, 2003-12-01
2. ↑  문정선, 손상없이 3차원 형상 측정한다, 대덕넷, 2005.01.12
3. ↑  전시현, 포토 나노시스템, 나노미터 표면형상분석 가능한 NVH-6070 인더스트리 뉴스 2018.04.24
4. ↑  손은경, 나노시스템, "3차원 측정기의 '글로벌 리더' 될 것", 에이빙, 2012.01.31
5. ↑  조윤희, '반도체 장비' 나노시스템 170억 프리IPO 투자 유치, 매일경제, 2023-08-24
6. ↑  길애경, 나노시스템·한나노텍 국무총리·대통령상 수상, 대덕넷, 2012.11.29
7. ↑  김예린, 반도체 3차원 측정·검사 장비업체 나노시스템, 200억 펀딩 돌입, 더벨, 2023-06-16
8. ↑  이경호, ‘코칩·제이투케이바이오·엔젤로보틱스·IBKS제23호스팩·나노시스템’ 코스닥 상장일은?, 뉴스웰, 2023.09.27